# Cantone di Bourg-Saint-Maurice
Il Cantone di Bourg-Saint-Maurice è una divisione amministrativa dell'arrondissement di Albertville.
A seguito della riforma complessiva dei cantoni del 2014 è passato da 8 a 17 comuni. Dal 1º gennaio 2016 i comuni si sono ridotti a 12 per effetto dei alcune fusioni.

## Composizione
Prima della riforma del 2014 comprendeva i comuni di:
- Bourg-Saint-Maurice
- Les Chapelles
- Montvalezan
- Sainte-Foy-Tarentaise
- Séez
- Tignes
- Val-d'Isère
- Villaroger

Dal 2015 i comuni sono diventati 17, ridottisi poi a 12 per effetto delle fusioni dei comuni di Aime, Granier e Montgirod per formare il nuovo comune di Aime-la-Plagne e Bellentre, La Côte-d'Aime, Mâcot-la-Plagne e Valezan per formare il nuovo comune di La Plagne-Tarentaise:
- Aime-la-Plagne
- Bourg-Saint-Maurice
- Les Chapelles
- Landry
- La Plagne-Tarentaise
- Montvalezan
- Peisey-Nancroix
- Sainte-Foy-Tarentaise
- Séez
- Tignes
- Val-d'Isère
- Villaroger